# Station Orzesze Zawada
Station Orzesze Zawada is een spoorwegstation in de Poolse plaats Orzesze.